# مؤسسه فناوری دانشگاه انتاریو
مؤسسه فناوری دانشگاه انتاریو (انگلیسی: University of Ontario Institute of Technology)، یکی از دانشگاه‌های کانادا بوده که در شهر آشاوا قرار دارد.
این دانشگاه در سال ۲۰۰۲ تأسیس شده و در ۱۰٬۰۰۰ نفر دانشجو دارد.
این دانشگاه بالاترین درصد اساتید با مدرک دکترا را در میان دانشگاه‌های کانادا داراست. در این دانشگاه دانشجویان موظف به کرایه لپ‌تاپ ارائه شده از جانب دانشگاه برای انجام تحقیقات و ارتباط با اساتید در کلاس درس می‌باشند.